# Simeó Heresiarca
Simeó Heresiarca (grec antic: Συμεών o Συμεάνης, llatí: Symeon o Simeon o Symeones Haeresiarcha) va ser un heresiarca bogomilita, euquita o messalià que formava part d'un grup on també hi havia Dadoes, Sabas, Adelfios i Hernies. Tots ells van rebre, junt amb Simeó, l'anatema, segons l'escriptor Eutimi Zigabè. Aquest anatema no va ser donat en temps d'Aleix I Comnè (1057 - 1118), quan va viure Eutimi, sinó que era molt anterior, i podria estar datat l'any 381 quan es va celebrar el Concili de Side a Pamfília.
Simeó hauria estat un dels fundadors de la secta dels messalians o euquites. Foci, que conserva les actes del concili l'anomena Σημεσώνης ('Semesones'), i Teodoret de Cir Συμεών ('Symeon'). La secta va florir en temps de Constanci II a Mesopotàmia i a l'Àsia Menor a la part propera a l'Eufrates i va rebre els noms de massalians, messalians, mesalians o euquites (Μασσαλιανοὶ o Μεσσαλιανοὶ, Μεσαλιανοί o Εὐχῖται). La primera paraula derivava del sirià i volia dir «el poble que resa». Euquita derivava del grec i tenia el mateix significat.
Hi va haver un altre Simeó Heresiarca que va ser cremat viu en temps de Justinià II juntament amb molts dels seus seguidors. Foci diu que era un maniqueu.